# Noble County (Ohio)
Noble County ist ein County im Bundesstaat Ohio der Vereinigten Staaten. Der Verwaltungssitz (County Seat) ist Caldwell.

## Geographie
Das County liegt etwas südlich im Osten von Ohio, ist etwa 60 km von der Grenze zu West Virginia entfernt und hat eine Fläche von 1048 Quadratkilometern, wovon 14 Quadratkilometer Wasserfläche sind. Es grenzt im Uhrzeigersinn an folgende Countys: Guernsey County, Belmont County, Monroe County, Washington County, Morgan County und Muskingum County.

## Geschichte
Noble County wurde am 11. März 1851 aus Teilen des Guernsey-, Morgan-, Monroe- und des Washington County gebildet. Benannt wurde es nach James Noble oder John Noble bzw. dessen 1802 geborenen Sohn.
Neun Bauwerke und Stätten des Countys sind im National Register of Historic Places eingetragen (Stand 17. Mai 2018).

## Demografische Daten
Nach der Volkszählung im Jahr 2000 lebten im Noble County 14.058 Menschen in 4546 Haushalten und 3318 Familien. Die Bevölkerungsdichte betrug 14 Einwohner pro Quadratkilometer. Ethnisch betrachtet setzte sich die Bevölkerung zusammen aus 92,55 Prozent Weißen, 6,69 Prozent Afroamerikanern, 0,26 Prozent amerikanischen Ureinwohnern, 0,09 Prozent Asiaten und 0,03 Prozent aus anderen ethnischen Gruppen; 0,38 Prozent stammten von zwei oder mehr Ethnien ab. 0,43 Prozent der Bevölkerung waren spanischer oder lateinamerikanischer Abstammung.

Alterspyramide des Noble County

Von den 4546 Haushalten hatten 33,5 Prozent Kinder und Jugendliche unter 18 Jahre, die bei ihnen lebten. 61,5 Prozent waren verheiratete, zusammenlebende Paare, 7,7 Prozent waren allein erziehende Mütter, 27,0 Prozent waren keine Familien, 24,3 Prozent waren Singlehaushalte und in 12,6 Prozent lebten Menschen im Alter von 65 Jahren oder darüber. Die Durchschnittshaushaltsgröße betrug 2,61 und die durchschnittliche Familiengröße lag bei 3,10 Personen.
Auf das gesamte County bezogen setzte sich die Bevölkerung zusammen aus 22,6 Prozent Einwohnern unter 18 Jahren, 11,7 Prozent zwischen 18 und 24 Jahren, 31,8 Prozent zwischen 25 und 44 Jahren, 20,8 Prozent zwischen 45 und 64 Jahren und 13,1 Prozent waren 65 Jahre alt oder darüber. Das Durchschnittsalter betrug 36 Jahre. Auf 100 weibliche Personen kamen 130,8 männliche Personen. Auf 100 Frauen im Alter von 18 Jahren oder darüber kamen statistisch 140,5 Männer.
Das jährliche Durchschnittseinkommen eines Haushalts betrug 32.940 USD, das Durchschnittseinkommen der Familien betrug 38.939 USD. Männer hatten ein Durchschnittseinkommen von 30.911 USD, Frauen 20.222 USD. Das Prokopfeinkommen betrug 14.100 USD. 8,3 Prozent der Familien und 11,4 Prozent der Bevölkerung lebten unterhalb der Armutsgrenze. Davon waren 13,9 Prozent Kinder oder Jugendliche unter 18 Jahre und 11,9 Prozent waren Menschen über 65 Jahre.